# Ch’ŏllima-091
Ch’ŏllima-091 (kor. 천리마-091) – typ przegubowego trolejbusu wytwarzanego od 2009 roku w Pjongjangu.
Podobnie jak trolejbusy wcześniej produkowanych typów, Ch’ŏllima-091 jest wysokopodłogowym, trzyosiowym trolejbusem przegubowym; od starszych modeli odróżnia się brakiem dwojga drzwi w drugim członie. Trolejbusy polakierowano w różne schematy malowania. W 2018 r. w Pjongjangu eksploatowano ok. 135 trolejbusów tego typu.

## Galeria

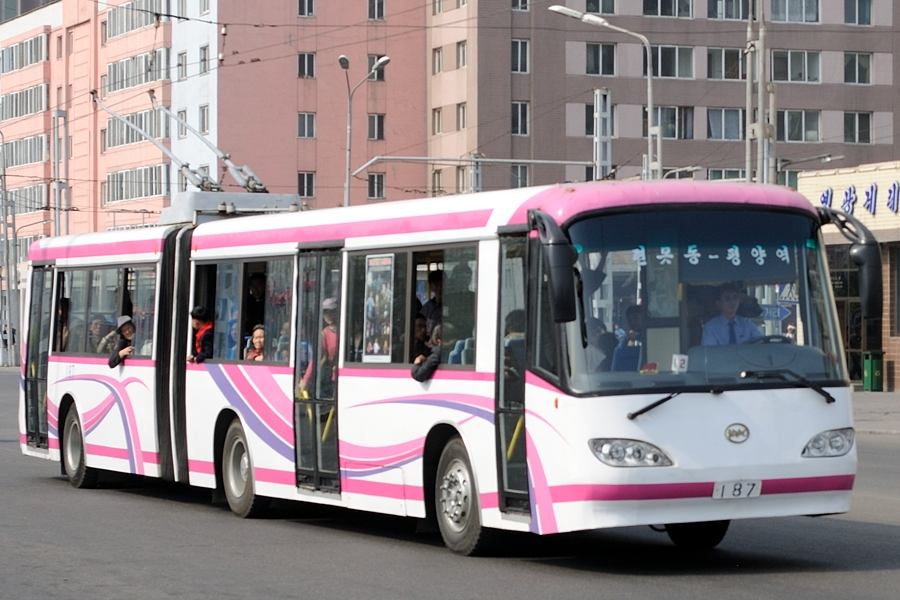
Ch’ŏllima-091 nr 187 (2014 r.)
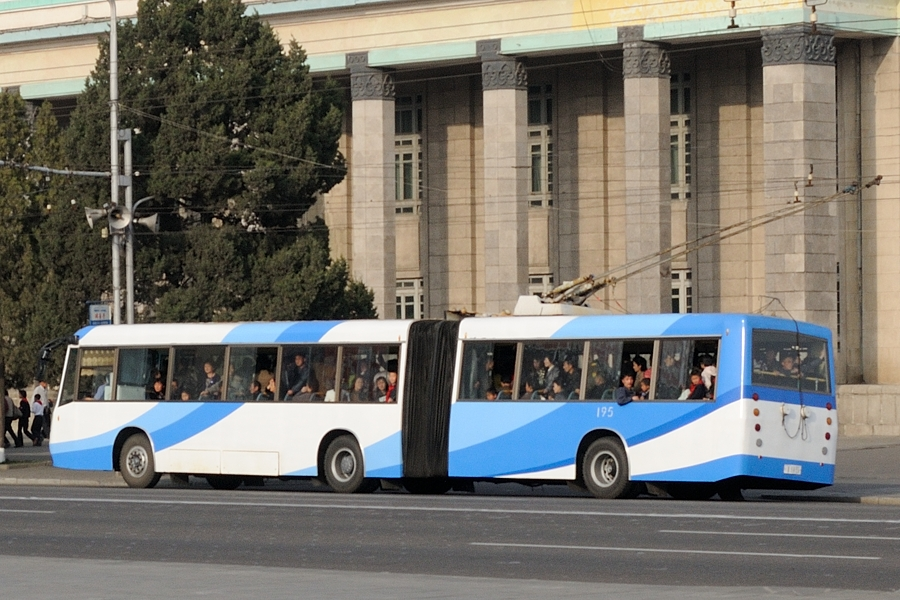
Ch’ŏllima-091 nr 195 (2014 r.)
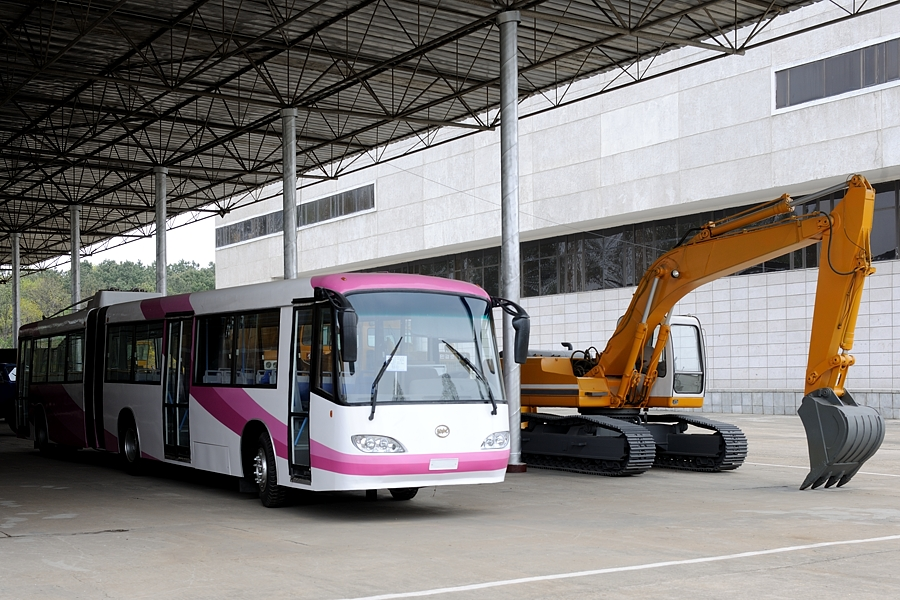
Ch’ŏllima-091 bez numeru na wystawie (2014 r.)